# Prva liga SR Jugoslavije 1994-1995
L'edizione 1994-95 del campionato jugoslavo fu la terza della Repubblica Federale di Jugoslavia e vide la vittoria finale della Stella Rossa.
Capocannoniere del torneo fu, per la seconda volta consecutiva, Savo Milošević (Partizan), con 30 reti.

## Formula
Le 20 squadre vengono divise in due gironi all'italiana andata e ritorno; le migliori squadre della stagione precedente sono inserite nel Gruppo A, le rimanenti in quello B.
Alla conclusione delle 18 giornate disputate in autunno, le ultime 4 squadre del Gruppo A passano nel Gruppo B e vengono sostituite dalle migliori 4 del Gruppo B. In base al piazzamento vengono assegnati punti-bonus (in base a piazzamento e punti sul campo) che le squadre si portano in dote nella fase primavera.
Al termine delle 18 giornate disputate in primavera:
La vincitrice del Gruppo A è campione di R.F.Jugoslavia.
Le quattro squadre piazzatesi fra il 7º e 10º posto del Gruppo A passano al Gruppo B Autunno della stagione successiva.
Le prime quattro del Gruppo B passano al Gruppo A Autunno della stagione successiva.
Le squadre piazzatesi al 7º e 8º posto del Gruppo B disputano gli spareggi contro 3ª e 4ª di Druga Liga 1994-1995.
Le ultime due del Gruppo B retrocedono in Druga Liga 1995-1996.
Per la prima volta sono disponibili posti per le coppe europee (è cessata la squalifica inflitta dalla UEFA per via delle guerre jugoslave).
```
SISTEMA PUNTI-BONUS:
 (assegnati dopo la fase autunnale)
In base alla posizione:                    In base ai punti conquistati sul campo:
1º posto:  A → 7 punti; B → 3 punti        27-29 punti: 6 punti
2º posto:  A → 6 punti; B → 2 punti        24-26 punti: 5 punti
3º posto:  A → 5 punti; B → 1 punto        21-23 punti: 4 punti
4º posto:  A → 5 punti; B → 1 punto        18-20 punti: 3 punti
5º posto:  A → 4 punti; B → 4 punti        15-17 punti: 2 punti
6º posto:  A → 4 punti; B → 3 punti        12-14 punti: 1 punto
7º posto:  A → 5 punti; B → 2 punti         0-11 punti: 0 punti
8º posto:  A → 4 punti; B → 2 punti
9º posto:  A → 3 punti; B → 1 punto
10º posto: A → 3 punti; B → 1 punto
```

## Squadre
| Squadra            | Città                  | Provincia       | Stagione 1993-94 | Stagione 1993-94 | Stagione 1993-94 |
| Squadra            | Città                  | Provincia       | Aut.'93          | Prim.'94         | Verdetto         |
| ------------------ | ---------------------- | --------------- | ---------------- | ---------------- | ---------------- |
| Partizan           | Belgrado               | Serbia Centrale | 1º in 1A         | 1º in 1A         | Campione         |
| Stella Rossa       | Belgrado               | Serbia Centrale | 2º in 1A         | 2º in 1A         | in 1A            |
| Vojvodina          | Novi Sad               | Voivodina       | 3º in 1A         | 3º in 1A         | in 1A            |
| OFK Belgrado       | Karaburma, Belgrado    | Serbia Centrale | 1º in 1B         | 4º in 1A         | in 1A            |
| Spartak Subotica   | Subotica               | Voivodina       | 2º in 1B         | 5º in 1A         | in 1A            |
| Zemun              | Zemun, Belgrado        | Serbia Centrale | 4º in 1A         | 6º in 1A         | in 1A            |
| Rad Belgrado       | Banjica, Belgrado      | Serbia Centrale | 7º in 1A         | 1º in 1B         | in 1A            |
| Rudar Pljevlja     | Pljevlja               | Montenegro      | 5º in 1B         | 2º in 1B         | in 1A            |
| Napredak Kruševac  | Kruševac               | Serbia Centrale | 10º in 1A        | 3º in 1B         | in 1A            |
| Radnički Niš       | Niš                    | Serbia Centrale | 8º in 1A         | 4º in 1B         | in 1A            |
| Budućnost          | Podgorica              | Montenegro      | 6º in 1A         | 7º in 1A         | in 1B            |
| Radnički Belgrado  | Novi Beograd, Belgrado | Serbia Centrale | 3º in 1B         | 8º in 1A         | in 1B            |
| Proleter Zrenjanin | Zrenjanin              | Voivodina       | 5º in 1A         | 9º in 1A         | in 1B            |
| Bečej              | Bečej                  | Voivodina       | 4º in 1B         | 10º in 1A        | in 1B            |
| Hajduk Kula        | Kula                   | Voivodina       | 9º in 1A         | 5º in 1B         | in 1B            |
| Sloboda Užice      | Užice                  | Serbia Centrale | 7º in 1B         | 6º in 1B         | in 1B            |
| Sutjeska           | Nikšić                 | Montenegro      | 8º in 1B         | 8º in 1B         | in 1B            |
| Borac Čačak        | Čačak                  | Serbia Centrale | 2º in 2A         | 1º in 2A         | promossi in 1B   |
| Obilić             | Stari Grad, Belgrado   | Serbia Centrale | 3º in 2A         | 2º in 2A         | promossi in 1B   |
| Loznica            | Loznica                | Serbia Centrale | 1º in 2B         | 4º in 2A         | promossi in 1B   |

### Squadra campione
- Allenatore: Ljupko Petrović

(giocatore-presenze-reti)
- Dejan Petković (36/8)
- Marko Perović (33/7)
- Ivan Adžić (33/6)
- Darko Kovačević (31/24)
- Zvonko Milojević (31/0) (portiere)
- Nebojša Krupniković (30/23)
- Dejan Stefanović (30/9)
- Nenad Sakić (29/0)
- Mitko Stojkovski (28/1)
- Goran Đorović (28/0)
- Bratislav Živković (25/2)
- Nikola Radmanović (24/0)
- Goran Stojiljković (17/7)
- Srđan Bajčetić[1] (14/1)
- Predrag Stanković (13/2)
- Jovan Stanković (13/0)
- Darko Pivaljević (7/2)
- Zoran Riznić (7/2)
- Aleksandar Kristić (7/0)
- Dejan Stanković (7/0)
- Zoran Mašić (6/3)
- Milan Simeunović (4/0) (portiere)
- Perica Ognjenović (3/0)
- Zoran Đorović (2/0)
- Vinko Marinović (2/0)
- Božidar Bandović (1/0)
- Miodrag Božović (1/0)
- Žarko Dragaš (1/0)
- Darko Ljubojević (1/0)
- Rade Mojović (1/0) (portiere)

## Fase autunno

### 1 A autunno
|     | Classifica        | Pti | G  | V  | N | P  | GF | GS | DR  | Destino          |
| --- | ----------------- | --- | -- | -- | - | -- | -- | -- | --- | ---------------- |
| 1.  | Vojvodina         | 27  | 18 | 11 | 5 | 2  | 34 | 18 | +16 | in 1 A Primavera |
| 2.  | Stella Rossa      | 25  | 18 | 10 | 5 | 3  | 36 | 12 | +24 | in 1 A Primavera |
| 3.  | Partizan          | 25  | 18 | 10 | 5 | 3  | 42 | 15 | +27 | in 1 A Primavera |
| 4.  | Rad Belgrado      | 19  | 18 | 6  | 7 | 5  | 16 | 16 | 0   | in 1 A Primavera |
| 5.  | Zemun             | 18  | 18 | 7  | 4 | 7  | 18 | 27 | -9  | in 1 A Primavera |
| 6.  | OFK Belgrado      | 18  | 18 | 6  | 6 | 6  | 18 | 23 | -5  | in 1 A Primavera |
| 7.  | Radnički Niš      | 18  | 18 | 7  | 4 | 7  | 23 | 21 | +2  | in 1 B Primavera |
| 8.  | Napredak Kruševac | 13  | 18 | 5  | 3 | 10 | 16 | 34 | -18 | in 1 B Primavera |
| 9.  | Rudar Pljevlja    | 10  | 18 | 2  | 6 | 10 | 12 | 28 | -16 | in 1 B Primavera |
| 10. | Spartak Subotica  | 7   | 18 | 2  | 3 | 13 | 12 | 33 | -21 | in 1 B Primavera |

### 1 B autunno
|     | Classifica          | Pti | G  | V  | N | P  | GF | GS | DR  | Destino          |
| --- | ------------------- | --- | -- | -- | - | -- | -- | -- | --- | ---------------- |
| 1.  | Bečej               | 25  | 18 | 11 | 3 | 4  | 27 | 13 | +14 | in 1 A primavera |
| 2.  | Borac Čačak         | 25  | 18 | 11 | 3 | 4  | 30 | 14 | +16 | in 1 A primavera |
| 3.  | Radnički Belgrado   | 24  | 18 | 11 | 2 | 5  | 24 | 16 | +8  | in 1 A primavera |
| 4.  | Hajduk Kula         | 22  | 18 | 8  | 6 | 4  | 25 | 17 | +8  | in 1 A primavera |
| 5.  | Budućnost Podgorica | 21  | 18 | 9  | 3 | 6  | 27 | 16 | +11 | in 1 B primavera |
| 6.  | Obilić              | 17  | 18 | 5  | 7 | 6  | 21 | 20 | +1  | in 1 B primavera |
| 7.  | Proleter Zrenjanin  | 15  | 18 | 6  | 3 | 9  | 22 | 24 | -2  | in 1 B primavera |
| 8.  | Loznica             | 15  | 18 | 5  | 5 | 8  | 21 | 29 | -8  | in 1 B primavera |
| 9.  | Sloboda Užice       | 12  | 18 | 3  | 6 | 9  | 10 | 23 | -13 | in 1 B primavera |
| 10. | Sutjeska Nikšić     | 4   | 18 | 1  | 2 | 15 | 10 | 45 | -35 | in 1 B primavera |

## Fase primavera

### 1 A primavera
|     | Classifica        | Bonus | Pti | G  | V  | N | P  | GF | GS | Dif | Destino        | In Europa               |
| --- | ----------------- | ----- | --- | -- | -- | - | -- | -- | -- | --- | -------------- | ----------------------- |
| 1.  | Stella Rossa      | 11    | 42  | 18 | 14 | 3 | 1  | 63 | 17 | +46 | Campione       | in Coppa UEFA 1995-1996 |
| 2.  | Partizan          | 10    | 38  | 18 | 13 | 2 | 3  | 43 | 17 | +26 | in 1 A autunno | -                       |
| 3.  | Vojvodina         | 13    | 37  | 18 | 10 | 4 | 4  | 37 | 26 | +11 | in 1 A autunno | -                       |
| 4.  | Bečej             | 8     | 26  | 18 | 7  | 4 | 7  | 17 | 27 | -10 | in 1 A autunno | in Coppa Intertoto 1995 |
| 5.  | Zemun             | 7     | 24  | 18 | 6  | 5 | 7  | 24 | 25 | -1  | in 1 A autunno | -                       |
| 6.  | OFK Belgrado      | 7     | 24  | 18 | 7  | 3 | 8  | 21 | 28 | -7  | in 1 A autunno | -                       |
| 7.  | Rad Belgrado      | 8     | 22  | 18 | 4  | 6 | 8  | 22 | 38 | -16 | in 1 B autunno | -                       |
| 8.  | Borac Čačak       | 7     | 19  | 18 | 3  | 6 | 9  | 15 | 28 | -13 | in 1 B autunno | -                       |
| 9.  | Hajduk Kula       | 5     | 15  | 18 | 4  | 2 | 12 | 15 | 32 | -17 | in 1 B autunno | -                       |
| 10. | Radnički Belgrado | 6     | 15  | 18 | 3  | 3 | 12 | 20 | 39 | -19 | in 1 B autunno | -                       |

### 1 B primavera
|     | Classifica          | Bonus | Pti | G  | V | N | P  | GF | GS | Dif | Destino           | In Europa                      |
| --- | ------------------- | ----- | --- | -- | - | - | -- | -- | -- | --- | ----------------- | ------------------------------ |
| 1.  | Budućnost Podgorica | 8     | 30  | 18 | 9 | 4 | 5  | 31 | 23 | +8  | in 1 A autunno    | in Coppa Intertoto 1995        |
| 2.  | Radnički Niš        | 8     | 29  | 18 | 8 | 5 | 5  | 27 | 13 | +14 | in 1 A autunno    | -                              |
| 3.  | Proleter Zrenjanin  | 4     | 24  | 18 | 8 | 4 | 6  | 30 | 27 | +3  | in 1 A autunno    | -                              |
| 4.  | Napredak Kruševac   | 5     | 23  | 18 | 8 | 2 | 8  | 19 | 21 | -2  | in 1 A autunno    | -                              |
| 5.  | Obilić Belgrado     | 5     | 22  | 18 | 7 | 3 | 8  | 25 | 27 | -2  | in 1 B autunno    | in Coppa delle Coppe 1995-1996 |
| 6.  | Loznica             | 4     | 21  | 18 | 7 | 3 | 8  | 26 | 29 | -3  | in 1 B autunno    | -                              |
| 7.  | Sloboda Užice       | 2     | 21  | 18 | 7 | 5 | 6  | 16 | 18 | -2  | spareggi salvezza | -                              |
| 8.  | Spartak Subotica    | 3     | 20  | 18 | 7 | 3 | 8  | 15 | 18 | -3  | spareggi salvezza | -                              |
| 9.  | Sutjeska Nikšić     | 1     | 17  | 18 | 7 | 2 | 9  | 23 | 25 | -2  | in 2 A autunno    | -                              |
| 10. | Rudar Pljevlja      | 3     | 16  | 18 | 5 | 3 | 10 | 17 | 28 | -11 | in 2 A autunno    | -                              |

### Spareggi salvezza
A questi spareggi partecipano:
- Sloboda Užice (17º in Prva Liga)
- Spartak Subotica (18º in Prva Liga)
- Mladost Bački Jarak (3º in Druga Liga)
- Novi Pazar (4º in Druga Liga)

Gli abbinamenti sono stati Sloboda v Novi Pazar e Spartak v Mladost BJ e i vincitori sono stati Sloboda (che mantiene il posto in Prva Liga) e Mladost (che così viene promosso).

## Classifica
```
La classifica sottostante è puramente indicativa. Le classifiche cui fare riferimento per i verdetti della 
stagione successiva
 sono quelle della fase primavera.
```

| pos. | squadra            | Pti | Bns | Tot | G  | V  | N  | P  | GF | GS | DR  | Verdetti                                      |
| ---- | ------------------ | --- | --- | --- | -- | -- | -- | -- | -- | -- | --- | --------------------------------------------- |
| 1    | Stella Rossa       | 56  | 11  | 67  | 36 | 24 | 8  | 4  | 99 | 25 | +74 | Campione di R.F.Jugoslavia 1994-95            |
| 2    | Vojvodina          | 51  | 13  | 64  | 36 | 21 | 9  | 6  | 71 | 44 | +27 | in 1 A autunno 1995                           |
| 3    | Partizan           | 53  | 10  | 63  | 36 | 23 | 7  | 6  | 85 | 32 | +53 | in 1 A autunno 1995                           |
| 4    | Bečej              | 43  | 8   | 51  | 36 | 18 | 7  | 11 | 44 | 40 | +4  | in 1 A autunno 1995                           |
| 5    | Budućnost          | 43  | 8   | 51  | 36 | 18 | 7  | 11 | 58 | 39 | +19 | in 1 A autunno 1995                           |
| 6    | Radnički Niš       | 39  | 8   | 47  | 36 | 15 | 9  | 12 | 50 | 34 | +16 | in 1 A autunno 1995                           |
| 7    | Borac Čačak        | 37  | 7   | 44  | 36 | 14 | 9  | 13 | 45 | 42 | +3  | in 1B autunno 1995                            |
| 8    | Zemun              | 35  | 7   | 42  | 36 | 13 | 9  | 14 | 42 | 52 | -10 | in 1 A autunno 1995                           |
| 9    | OFK Belgrado       | 35  | 7   | 42  | 36 | 13 | 9  | 14 | 39 | 51 | -12 | in 1 A autunno 1995                           |
| 10   | Rad Belgrado       | 33  | 8   | 41  | 36 | 10 | 13 | 13 | 38 | 54 | -16 | in 1 B autunno 1995                           |
| 11   | Radnički Belgrado  | 33  | 6   | 39  | 36 | 14 | 5  | 17 | 44 | 55 | -11 | in 1 B autunno 1995                           |
| 12   | Obilić             | 34  | 5   | 39  | 36 | 12 | 10 | 14 | 46 | 47 | -1  | in 1 B autunno 1995                           |
| 13   | Proleter Zrenjanin | 35  | 4   | 39  | 36 | 14 | 7  | 15 | 52 | 51 | +1  | in 1A autunno 1995                            |
| 14   | Hajduk Kula        | 32  | 5   | 37  | 36 | 12 | 8  | 16 | 37 | 49 | -12 | in 1B autunno 1995                            |
| 15   | Napredak Kruševac  | 31  | 5   | 36  | 36 | 13 | 5  | 18 | 35 | 55 | -20 | in 1A autunno 1995                            |
| 16   | Loznica            | 32  | 4   | 36  | 36 | 12 | 8  | 16 | 47 | 58 | -11 | in 1B autunno 1995                            |
| 17   | Sloboda Užice      | 31  | 3   | 34  | 36 | 10 | 11 | 15 | 26 | 41 | -15 | in 1 B autunno 1995 (dopo spareggio vinto)    |
| 18   | Spartak Subotica   | 24  | 3   | 27  | 36 | 9  | 6  | 21 | 27 | 51 | -24 | retrocesso in 2 A autunno 1995 dopo spareggio |
| 19   | Rudar Pljevlja     | 23  | 3   | 26  | 36 | 7  | 9  | 20 | 29 | 56 | -27 | retrocesso in 2 A autunno 1995 direttamente   |
| 20   | Sutjeska           | 20  | 1   | 21  | 36 | 8  | 4  | 24 | 33 | 70 | -37 | retrocesso in 2 A autunno 1995 direttamente   |

### Classifica marcatori
| Gol |  |  | Giocatore           | Squadra      |
| --- |  |  | ------------------- | ------------ |
| 30  |  |  | Savo Milošević      | Partizan     |
| 24  |  |  | Darko Kovačević     | Stella Rossa |
| 23  |  |  | Nebojša Krupniković | Stella Rossa |

Fonte: Gol(a) istina - Kraljevi strelaca